# 1338

## Esdeveniments
- L'Imperi Otomà conquereix Nicomèdia
- S'acaba d'escriure El conde Lucanor[1]

## Naixements
- Joan I d'Empúries, 5è President de la Generalitat de Catalunya.

## Necrològiques
- 21 de gener - Japó: Príncep Nariyoshi, setzè shogun